# Бедрединова, Анастасия Касьяновна
Анастаси́я Касья́новна Бедреди́нова (эст. Anastassia Bedredinova; 26 октября 1924, Москва, СССР — 19 января 2004, Таллин, Эстония) — советская и эстонская актриса театра и кино. Народная артистка Эстонской ССР (1978).

## Биография
В 1950 году окончила Театральное училище им. Щукина. После окончания училища переехала в Эстонскую ССР, где стала актрисой Государственного русского драматического театра. Выдвинулась в число заметных актрис Таллина после исполнения роли Ларисы Огудаловой в постановке «Бесприданницы» 1955 года. Также исполнила роли Карин («Любовь и жизнь» А.-Х. Таммсааре), Тийны («Оборотень» А. Китцберга), Пилар («По ком звонит колокол» Э. Хемингуэя), Розы Александровны («Ретро» А. Галина) и др.
Помимо работы в театре снималась в кино («Капитан Фракасс», «Лиля навсегда» и др.).
Супруг — актёр Николай Егоров (1916—1981). Дочь — актриса Екатерина Егорова (1952).

## Награды
- 1960 — Заслуженная артистка Эстонской ССР.
- 1967, 1975, 1980 — Премия Театрального объединения Эстонской ССР.
- 1978 — Народная артистка Эстонской ССР.
- 2001 — Орден Белой звезды IV степени.

## Фильмография
- 1975 — Бриллианты для диктатуры пролетариата — Козловская
- 1981 — Индрек и Карин (фильм-спектакль) — г-жа Инташ
- 1984 — Капитан Фракасс — Дуэнья (Луиза), комедиантка
- 1988 — Бич божий — Любовь Андреевна, учительница начальных классов
- 1992 — Он своё получит
- 2002 — Лиля навсегда (Швеция, Дания) — соседка